# Mr.イグレシアス
『Mr.イグレシアス』（原題: Mr. Iglesias）は、2019年からNetflixで配信されているアメリカ合衆国のテレビドラマシリーズ。愉快な教師ゲイブと生徒たちの交流を描くシットコム。原作・制作はケヴィン・ヘンチ、出演はガブリエル・イグレシアス、シェリー・シェパード、ジェイコブ・バルガスなど。2019年6月21日にNetflixオリジナル作品として全世界へ配信された。

## あらすじ
ゲイブことガブリエル・イグレシアスは母校ウッドロウ・ウィルソン高校で教師を務めていたが、夏休みを前にゲイブが受け持つ生徒達が退学処分になってしまい、落ちこぼれを救うためにゲイブは奮闘する。

## 登場人物とキャスト

### メイン
ゲイブ
演 - ガブリエル・イグレシアス/声 - 山本格
ポーラ
演 - シェリー・シェパード/声 - 鶏冠井美智子
トニー
演 - ジェイコブ・バルガス/声 - 福田賢二
アビー
演 - マギー・ゲハ/声 - 大井麻利衣
レイ
演 - リチャード・ガント/声 - 藤井隼
マリソル
演 - クリー・チッキーノ/声 - 大谷理美
マイキー
演 - ファブリツィオ・ザカリー・グイド
ウォルト
演 - タッカー・アルブリジー

## エピソード
| シーズン | シーズン | 話数 | 話数 | 放送期間      | 放送期間      |
| -------- | -------- | ---- | ---- | ------------- | ------------- |
|          | 1        | 10   | 10   | 2019年6月21日 | 2019年6月21日 |
|          | 2        | 12   | 6    | 2020年6月17日 | 2020年6月17日 |
| 6        | 2        | 12   | 未定 | 未定          |               |

＊各シーズン全話一斉配信

## 製作
2018年4月26日、Netflixは本作の製作が発表する。2019年8月8日、Netflixは第2シーズンへの更新を発表した。

## 評価

### 批評
本作は批評家から好意的な評価を受けている。批評集積サイトのRotten Tomatoesには8件のレビューがあり、批評家支持率は88%、平均点は10点満点で8.0点となっている。